# 中华朱雀
中华朱雀（学名：Carpodacus davidianus）也称红眉朱雀，是燕雀科朱雀屬的一种鳥類。
2022年，为更好地体现其作为分布更狭窄的中国特有种的地位，“中国鸟类名录”10.0版将红眉朱雀的中文名修改为中华朱雀。

## 分类和命名
中华朱雀、喜山红眉朱雀和曙红朱雀的亚种曾被视为是同一物种，称为「红眉朱雀」（C. pulcherrimus），2013年的一项研究使用2个线粒体基因和2个核基因构建了朱雀属的系统发育关系，结果显示与曙红朱雀（C. eos）更为接近，现已合并为同种，仍称曙红朱雀，学名相应改为；而中华朱雀与喜山红眉朱雀则拆分为两个不同物种，前者命名为，后者则继承了原红眉朱雀的学名。由于不同著者将「红眉朱雀」分配给不同物种，为免歧义，本文称二者为「中华朱雀」和「喜山红眉朱雀」。拆分后的中华朱雀是单型物种，没有亚种分化。

## 特征
中华朱雀体长13–15 cm，体重约17.5-21克，翼长约75.5毫米，嘴峰长约12.3毫米，喙宽度约6.3毫米，喙厚度约7.4毫米，跗蹠长约19毫米，尾长约64.6毫米。与喜山红眉朱雀和曙红朱雀相比，中华朱雀的尾巴呈方形，前额和颊呈深红色，眉纹长而宽，与棕色的冠纹形成鲜明对比，下体更显粉红色。此种的叫声较为尖锐、刺耳，而喜山红眉朱雀的叫声则更为柔和。

## 生态
中华朱雀为草食性鸟类，主要食物来源是植物的嫩芽、花序、干果或种子。

## 生境和分布
中华朱雀的自然栖息地为林间草地、温带灌丛和亚热带或热带高海拔灌丛，常在海拔1100-1900ｍ间活动，分布于蒙古中部和中国中东部（内蒙古东南部、山西北部、河北和北京）。该物种的模式产地在蒙古。
中华朱雀是部分迁徙的鸟类，例如在河北省塞罕坝林区，中华朱雀在每年4月底到5月初到达此地并开始繁殖，在9月下旬迁离。